# Just Legal
Just Legal est une série télévisée américaine en huit épisodes de 45 minutes, créée par Jonathan Shapiro dont seulement trois épisodes ont été diffusés entre le 19 septembre et le 3 octobre 2005 sur The WB. La série complète a été diffusée en août 2006 sur le même réseau.
En France, le premier épisode a été diffusé le 6 juin 2009 sur Série Club dans les Screenings 2009. Elle reste inédite dans les autres pays francophones.

## Distribution

### Acteurs principaux
- Don Johnson (VF : Patrick Poivey) : Nash bridges
- Jay Baruchel : David « Skip » Ross
- Jaime Lee Kirchner : Dulcinea « Dee » Real
- Susan Ward : Kate Manat
- Reiley McClendon : Tom Ross

### Acteurs récurrents et invités
- S. Zev Esquenazi : Sheriff Hawk (6 épisodes)
- Reiley McClendon : Tom Ross (5 épisodes)
- Eric Sandeen : Ryan Norris (3 épisodes)
- David Starzyk (en) : Allan Marshall (2 épisodes)
- Raphael Sbarge : Father Ross (2 épisodes)
- James Patrick Stuart : Dick Dietz (2 épisodes)
- Gregory Michael : Ryan Cern (2 épisodes)
- Alain Uy : Jesus Lima (2 épisodes)
- Brady Smith (en) : Harbor Master Owen (2 épisodes)
- Bernadette Balagtas : Interpreter (2 épisodes)
- Patti Yasutake : Judge Nina Tonai (2 épisodes)
- Julie Warner : Mrs. Ross (2 épisodes)
- Brenda Strong : Liza Lynch
- James Jordan : Claude Osteen
- Gil McKinney : Sean Walker
- John Mese (en) : Détective James Walsh
- Dean Norris : Judge
- William Russ : Bartender
- Dax Griffin : Joe Chase
- Robin Thomas (en) : Dr Steven Benson
- Albie Selznick (en) : Crown witness
- Michael Mantell : Medical Expert-Author Witness
- Eric Winter : Jared Kale
- Tom McGowan : Jeff Jacobs
- Iqbal Theba : Dr Gupta
- James Shanklin : Judge W. Mosley
- Cliff De Young : Michael Kale
- Lawrence Pressman : Judge W. Alston
- Michael McGrady (en)
- Michael Cavanaugh (en)
- P. J. Byrne : Wayne
- Michael Shamus Wiles : Detective J. Orosco
- Bradley Stryker : Kem Hunt
- Craig Ricci Shaynak (en) : Joe Byrne
- Faran Tahir
- Peyton List : Paradise Colvin
- Russell Wong : District Attorney
- Amy Aquino : Juge McLaughlin
- Kathleen Rose Perkins : Nadine Abbot
- Jocko Sims : Zeke Rawlins
- Kim Morgan Greene : Mrs Smith
- Robert Cicchini (en)
- Cheryl Francis Harrington (en)
- Natalie Zea
- Al Sapienza
- Sandra Nelson (en)
- Joel Bissonnette (en)
- Shawn Batten (en) : Sophie
- Jim Ortlieb (en)
- Tarah Paige (en) : Jenny
- Terrell Tilford (en) : A.D.A. Steven Yeager
- Erik Audé (en) : Boyfriend
- Nicole Lapin (en) : News Reporter

## Production
Le projet de Jonathan Shapiro débute en août 2004. Le pilote est commandé début janvier 2005 sous le titre Dog Town Lawyers. Le casting débute le mois suivant avec Jay Baruchel, suivi en mars par Don Johnson. Amy Aquino est invitée dans le pilote dans le rôle d'une juge.
La série est commandée à la mi-mai lors des Upfronts. Jaime Lee Kirchner rejoint la série en juillet.
Pourtant diffusée les lundis après Sept à la maison (7th Heaven), la série perd plus de la moitié de son audience et fini dernière parmi les six réseaux (battu par Girlfriends et Half and Half sur UPN), et a été annulée après trois épisodes.

## Épisodes
1. Pilot
2. The Runner
3. The Limit
4. The Body in the Trunk
5. The Heater
6. The Rainmaker
7. The Code
8. The Bar